# Phalangogonia dispar
Phalangogonia dispar är en skalbaggsart som beskrevs av Ohaus 1925. Phalangogonia dispar ingår i släktet Phalangogonia och familjen Rutelidae. Inga underarter finns listade i Catalogue of Life.